# 1. Fußball-Club Köln 01/07 1962-1963
Questa voce raccoglie le informazioni riguardanti il 1. Fußball-Club Köln 01/07 nelle competizioni ufficiali della stagione 1962-1963.

## Stagione
Nella stagione 1962-1963 il Colonia, allenato da Tschik Čajkovski, concluse il campionato di Oberliga ovest al 1º posto. Nella fase finale del campionato tedesco il Colonia perse la finale con il Borussia Dortmund. In Coppa dei Campioni il Colonia fu eliminato al primo turno dal Dundee. Fu ammesso alla Bundesliga 1963-1964.

## Rosa
| N. |                     | Ruolo | Calciatore              |
| -- | ------------------- | ----- | ----------------------- |
|    | Germania (bandiera) | P     | Fritz Ewert             |
|    | Germania (bandiera) | P     | Anton Schumacher        |
|    | Germania (bandiera) | D     | Mathias Hemmersbach     |
|    | Germania (bandiera) | D     | Fritz Pott              |
|    | Germania (bandiera) | D     | Anton Regh              |
|    | Germania (bandiera) | D     | Karl-Heinz Schnellinger |
|    | Germania (bandiera) | D     | Georg Stollenwerk       |
|    | Germania (bandiera) | D     | Wolfgang Weber          |
|    | Germania (bandiera) | D     | Leo Wilden              |
|    | Germania (bandiera) | C     | Helmut Benthaus         |

| N. |                     | Ruolo | Calciatore         |
| -- | ------------------- | ----- | ------------------ |
|    | Germania (bandiera) | C     | Paul Eich          |
|    | Germania (bandiera) | C     | Ernst-Günter Habig |
|    | Germania (bandiera) | C     | Jürgen Heitmann    |
|    | Germania (bandiera) | C     | Hans Schäfer       |
|    | Germania (bandiera) | C     | Hans Sturm         |
|    | Germania (bandiera) | A     | Heinz Hornig       |
|    | Germania (bandiera) | A     | Christian Müller   |
|    | Germania (bandiera) | A     | Karl-Heinz Ripkens |
|    | Germania (bandiera) | A     | Karl-Heinz Thielen |
|    | Germania (bandiera) | A     | Georg Tripp        |

## Organigramma societario
Area tecnica
- Allenatore: Tschik Čajkovski
- Allenatore in seconda:
- Preparatore dei portieri:
- Preparatori atletici:
- Analisi video:

## Calciomercato

### Sessione estiva
| Acquisti | Acquisti        | Acquisti        | Acquisti |
| R.       | Nome            | da              | Modalità |
| -------- | --------------- | --------------- | -------- |
| C        | Helmut Benthaus | Monaco 1860     |          |
| A        | Heinz Hornig    | Rot-Weiss Essen |          |

| Cessioni | Cessioni         | Cessioni             | Cessioni |
| R.       | Nome             | a                    | Modalità |
| -------- | ---------------- | -------------------- | -------- |
| C        | Christian Breuer | Alemannia Aquisgrana |          |

## Risultati

### Oberliga ovest

#### Girone di andata
| Arbitro: | Schleißner |

|                                            |           |            |
| Barwenzik 31’ (rig.) Dait 39’ Scheurer 47’ | Marcatori | 15’ Müller |

| Arbitro: | Thier |

|                                  |           |  |
| Habig 53’ Schäfer 89’ Müller 90’ | Marcatori |  |

| Arbitro: | Leidag |

|                       |           |                         |
| Schumacher 40’ (aut.) | Marcatori | 20’ Thielen 85’ Schäfer |

| Arbitro: | Sprenger |

|                                   |           |  |
| Thielen 21’ Müller 35’ Hornig 43’ | Marcatori |  |

| Arbitro: | Schörnich |

|                      |           |                           |
| Schütz 16’ Wosab 55’ | Marcatori | 40’, 88’ Müller 62’ Habig |

| Arbitro: | Hackforth |

|                                                |           |                |
| Schäfer 2’ Sturm 3’ Hornig 10’ Müller 35’, 77’ | Marcatori | 70’, 88’ Glomb |

| Münster 25 novembre 1962 7ª giornata | Preußen Münster | 0 – 0 referto | Colonia | Preußenstadion (30 000 spett.)\| Arbitro: \| Weyland \| |
| Arbitro:                             | Weyland         |               |         |                                                         |

| Arbitro: | Hennig |

|          |           |                                     |
| Regh 61’ | Marcatori | 55’ Koslowski 84’ Bechmann 88’ Ipta |

| Colonia 13 ottobre 1962 9ª giornata | Colonia | 0 – 0 referto | Bayer Leverkusen | Müngersdorfer Stadion (12 000 spett.)\| Arbitro: \| Epping \| |
| Arbitro:                            | Epping  |               |                  |                                                               |

| Arbitro: | Schubring |

|           |           |            |
| Rinas 43’ | Marcatori | 48’ Müller |

| Arbitro: | Baumgärtel |

|                      |           |  |
| Sturm 62’ Müller 74’ | Marcatori |  |

| Arbitro: | Hillebrand |

|              |           |                                  |
| Wandolek 19’ | Marcatori | 73’ Schnellinger 80’, 87’ Müller |

| Arbitro: | Thier |

|                        |           |                                        |
| Schäfer 18’ Müller 62’ | Marcatori | 16’ Broichhausen 90’ (rig.) Martinelli |

| Arbitro: | Malka |

|                        |           |                        |
| Kördell 41’ Rummel 57’ | Marcatori | 24’ Schäfer 87’ Müller |

| Arbitro: | Hense |

|                                                             |           |             |
| Kellermann 7’ (aut.) Hemmersbach 57’ Ripkens 60’ Müller 71’ | Marcatori | 74’ Clement |

#### Girone di ritorno
| Arbitro: | Epping |

|                                                              |           |  |
| Schäfer 10’ Müller 58’, 79’ (rig.) Thielen 67’ Regh 73’, 81’ | Marcatori |  |

| Arbitro: | Malka |

|                |           |             |
| Straschitz 57’ | Marcatori | 39’ Thielen |

| Arbitro: | Irmer |

|                             |           |  |
| Danzberg 6’ Krämer 37’, 53’ | Marcatori |  |

| Arbitro: | Hennig |

|                       |           |              |
| Hornig 10’ Müller 32’ | Marcatori | 57’ Bensmann |

| Arbitro: | Pescher |

|  |           |             |
|  | Marcatori | 82’ Schäfer |

| Arbitro: | Schleißner |

|                                                             |           |                                               |
| Peters 27’, 51’ Heydenreich 39’ Klimaschefski 67’ Görts 88’ | Marcatori | 13’ Thielen 68’ Müller 73’ Sturm 80’ Benthaus |

| Arbitro: | Thier |

|                                        |           |                        |
| Mülhausen 18’, 42’ Kohn 45’ Brungs 46’ | Marcatori | 69’ Schäfer 72’ Müller |

| Arbitro: | Höfer |

|                           |           |  |
| Tripp 77’ Pott 87’ (rig.) | Marcatori |  |

| Arbitro: | Wolf |

|            |           |  |
| Nolden 52’ | Marcatori |  |

| Arbitro: | Heß |

|                  |           |  |
| Schäfer 77’, 87’ | Marcatori |  |

| Arbitro: | Hense |

|                           |           |           |
| Schnellinger 13’ Regh 41’ | Marcatori | 8’ Schütz |

| Arbitro: | Leidag |

|                      |           |  |
| Müller 25’ Habig 45’ | Marcatori |  |

| Arbitro: | Silva |

|                            |           |                                   |
| Tönges 64’, 75’ Kiefer 87’ | Marcatori | 10’, 46’, 60’ Thielen 30’ Schäfer |

| Arbitro: | Hense |

|  |           |            |
|  | Marcatori | 88’ Hornig |

| Arbitro: | Wortmann |

|                                            |           |  |
| Müller 7’ Ripkens 42’ Hemmersbach 71’, 88’ | Marcatori |  |

### Campionato tedesco
| Arbitro: | Ott |

|                           |           |                                     |
| Reisch 9’ Strehl 36’, 45’ | Marcatori | 4’ Sturm 14’ Hemmersbach 14’ Hornig |

| Arbitro: | Kreitlein |

|                                                                                    |           |                         |
| Sturm 16’ Schäfer 37’ Müller 51’, 73’ Benthaus 68’ Hornig 70’ Regh 75’ Thielen 83’ | Marcatori | 2’ Reitgassl 6’ Neumann |

| Arbitro: | Handwerker |

|                                          |           |                                                      |
| Waclawiak 13’ Altendorff 58’ (rig.), 65’ | Marcatori | 1’ Regh 19’ Schäfer 39’, 77’ Müller 47’, 75’ Thielen |

| Arbitro: | Sparing |

|                                     |           |           |
| Müller 23’, 50’, 73’, 90’ Sturm 88’ | Marcatori | 60’ Lange |

| Arbitro: | Kandlbinder |

|             |           |          |
| Neumann 78’ | Marcatori | 30’ Regh |

| Arbitro: | Schulenburg |

|                                                             |           |               |
| Müller 5’ Schäfer 8’ Thielen 14’, 43’, 77’ Sturm 40’ (rig.) | Marcatori | 63’, 86’ Wild |

| Arbitro: | Tschenscher |

|                                 |           |                  |
| Kurrat 9’ Wosab 57’ Schmidt 65’ | Marcatori | 73’ Schnellinger |

### Coppa dei Campioni
| Arbitro: | Jørgensen |

|                                                                                             |           |              |
| Hemmersbach 10’ (aut.) Wishart 11’ Robertson 12’ Gilzean 26’, 63’, 66’ Smith 45’ Penman 49’ | Marcatori | 81’ Benthaus |

| Arbitro: | Poulsen |

|                                      |           |  |
| Habig 8’ Müller 37’, 57’ Schäfer 44’ | Marcatori |  |

## Statistiche

### Statistiche di squadra
| Competizione       | Punti | In casa | In casa | In casa | In casa | In casa | In casa | In trasferta | In trasferta | In trasferta | In trasferta | In trasferta | In trasferta | Totale | Totale | Totale | Totale | Totale | Totale | DR  |
| Competizione       | Punti | G       | V       | N       | P       | Gf      | Gs      | G            | V            | N            | P            | Gf           | Gs           | G      | V      | N      | P      | Gf     | Gs     | DR  |
| ------------------ | ----- | ------- | ------- | ------- | ------- | ------- | ------- | ------------ | ------------ | ------------ | ------------ | ------------ | ------------ | ------ | ------ | ------ | ------ | ------ | ------ | --- |
| Oberliga ovest     | 42    | 15      | 12      | 2       | 1       | 40      | 10      | 15           | 6            | 4            | 5            | 25           | 27           | 30     | 18     | 6      | 6      | 65     | 37     | +28 |
| Campionato tedesco | -     | 3       | 3       | 0       | 0       | 19      | 5       | 4            | 1            | 2            | 1            | 11           | 10           | 7      | 4      | 2      | 1      | 30     | 15     | +15 |
| Coppa dei Campioni | -     | 1       | 1       | 0       | 0       | 4       | 0       | 1            | 0            | 0            | 1            | 1            | 8            | 2      | 1      | 0      | 1      | 5      | 8      | -3  |
| Totale             | 42    | 19      | 16      | 2       | 1       | 63      | 15      | 20           | 7            | 6            | 7            | 37           | 45           | 39     | 23     | 8      | 8      | 100    | 60     | +40 |

### Andamento in campionato
| Giornata  | 1  | 2 | 3 | 4 | 5 | 6 | 7 | 8 | 9 | 10 | 11 | 12 | 13 | 14 | 15 | 16 | 17 | 18 | 19 | 20 | 21 | 22 | 23 | 24 | 25 | 26 | 27 | 28 | 29 | 30 |
| --------- | -- | - | - | - | - | - | - | - | - | -- | -- | -- | -- | -- | -- | -- | -- | -- | -- | -- | -- | -- | -- | -- | -- | -- | -- | -- | -- | -- |
| Luogo     | T  | C | T | C | T | C | T | C | C | T  | C  | T  | C  | T  | C  | C  | T  | T  | C  | T  | T  | T  | C  | T  | C  | C  | C  | T  | T  | C  |
| Risultato | P  | V | V | V | V | V | N | P | N | N  | V  | V  | N  | N  | V  | V  | N  | P  | V  | V  | P  | P  | V  | P  | V  | V  | V  | V  | V  | V  |
| Posizione | 14 | 6 | 6 | 3 | 1 | 1 | 1 | 1 | 3 | 4  | 3  | 3  | 3  | 3  | 2  | 1  | 1  | 3  | 1  | 1  | 2  | 3  | 2  | 3  | 2  | 2  | 2  | 2  | 2  | 1  |

Legenda:

Luogo: C = Casa; T = Trasferta. Risultato: V = Vittoria; N = Pareggio; P = Sconfitta.

### Statistiche dei giocatori
| Giocatore       | Campionato tedesco | Campionato tedesco | Campionato tedesco | Campionato tedesco | Oberliga ovest | Oberliga ovest | Oberliga ovest | Oberliga ovest | Coppa dei Campioni | Coppa dei Campioni | Coppa dei Campioni | Coppa dei Campioni | Totale   | Totale | Totale      | Totale     |
| Giocatore       | Presenze           | Reti               | Ammonizioni        | Espulsioni         | Presenze       | Reti           | Ammonizioni    | Espulsioni     | Presenze           | Reti               | Ammonizioni        | Espulsioni         | Presenze | Reti   | Ammonizioni | Espulsioni |
| --------------- | ------------------ | ------------------ | ------------------ | ------------------ | -------------- | -------------- | -------------- | -------------- | ------------------ | ------------------ | ------------------ | ------------------ | -------- | ------ | ----------- | ---------- |
| H. Benthaus     | 6                  | 1                  | 0                  | 0                  | 14             | 1              | 0              | 0              | 2                  | 1                  | 0                  | 0                  | 22       | 3      | 0           | 0          |
| P. Eich         | 0                  | 0                  | 0                  | 0                  | 0              | 0              | 0              | 0              | 0                  | 0                  | 0                  | 0                  | 0        | 0      | 0           | 0          |
| F. Ewert        | 7                  | 0                  | 0                  | 0                  | 21             | 0              | 0              | 0              | 1                  | 0                  | 0                  | 0                  | 29       | 0      | 0           | 0          |
| E. Habig        | 1                  | 0                  | 0                  | 0                  | 21             | 3              | 0              | 0              | 2                  | 1                  | 0                  | 0                  | 24       | 4      | 0           | 0          |
| J. Heitmann     | 0                  | 0                  | 0                  | 0                  | 0              | 0              | 0              | 0              | 0                  | 0                  | 0                  | 0                  | 0        | 0      | 0           | 0          |
| M. Hemmersbach  | 2                  | 1                  | 0                  | 0                  | 24             | 3              | 0              | 0              | 1                  | 0                  | 0                  | 0                  | 27       | 4      | 0           | 0          |
| H. Hornig       | 7                  | 2                  | 0                  | 0                  | 21             | 4              | 0              | 1              | 2                  | 0                  | 0                  | 0                  | 30       | 6      | 0           | 1          |
| C. Müller       | 6                  | 9                  | 0                  | 0                  | 28             | 21             | 0              | 0              | 2                  | 2                  | 0                  | 0                  | 36       | 32     | 0           | 0          |
| F. Pott         | 7                  | 0                  | 0                  | 0                  | 24             | 1              | 0              | 0              | 1                  | 0                  | 0                  | 0                  | 32       | 1      | 0           | 0          |
| A. Regh         | 4                  | 3                  | 0                  | 0                  | 18             | 4              | 0              | 0              | 2                  | 0                  | 0                  | 0                  | 24       | 7      | 0           | 0          |
| K. Ripkens      | 5                  | 0                  | 0                  | 0                  | 13             | 2              | 0              | 0              | 0                  | 0                  | 0                  | 0                  | 18       | 2      | 0           | 0          |
| K. Schnellinger | 7                  | 1                  | 0                  | 0                  | 26             | 2              | 0              | 0              | 1                  | 0                  | 0                  | 0                  | 34       | 3      | 0           | 0          |
| A. Schumacher   | 0                  | 0                  | 0                  | 0                  | 9              | 0              | 0              | 0              | 1                  | 0                  | 0                  | 0                  | 10       | 0      | 0           | 0          |
| H. Schäfer      | 7                  | 3                  | 0                  | 0                  | 26             | 11             | 0              | 0              | 2                  | 1                  | 0                  | 0                  | 35       | 15     | 0           | 0          |
| G. Stollenwerk  | 0                  | 0                  | 0                  | 0                  | 7              | 0              | 0              | 0              | 0                  | 0                  | 0                  | 0                  | 7        | 0      | 0           | 0          |
| H. Sturm        | 7                  | 4                  | 0                  | 0                  | 25             | 3              | 0              | 0              | 1                  | 0                  | 0                  | 0                  | 33       | 7      | 0           | 0          |
| K. Thielen      | 6                  | 6                  | 0                  | 0                  | 21             | 8              | 0              | 0              | 2                  | 0                  | 0                  | 0                  | 29       | 14     | 0           | 0          |
| G. Tripp        | 0                  | 0                  | 0                  | 0                  | 3              | 1              | 0              | 0              | 0                  | 0                  | 0                  | 0                  | 3        | 1      | 0           | 0          |
| W. Weber        | 0                  | 0                  | 0                  | 0                  | 0              | 0              | 0              | 0              | 0                  | 0                  | 0                  | 0                  | 0        | 0      | 0           | 0          |
| L. Wilden       | 5                  | 0                  | 0                  | 0                  | 29             | 0              | 0              | 0              | 2                  | 0                  | 0                  | 0                  | 36       | 0      | 0           | 0          |